# GOOG-411

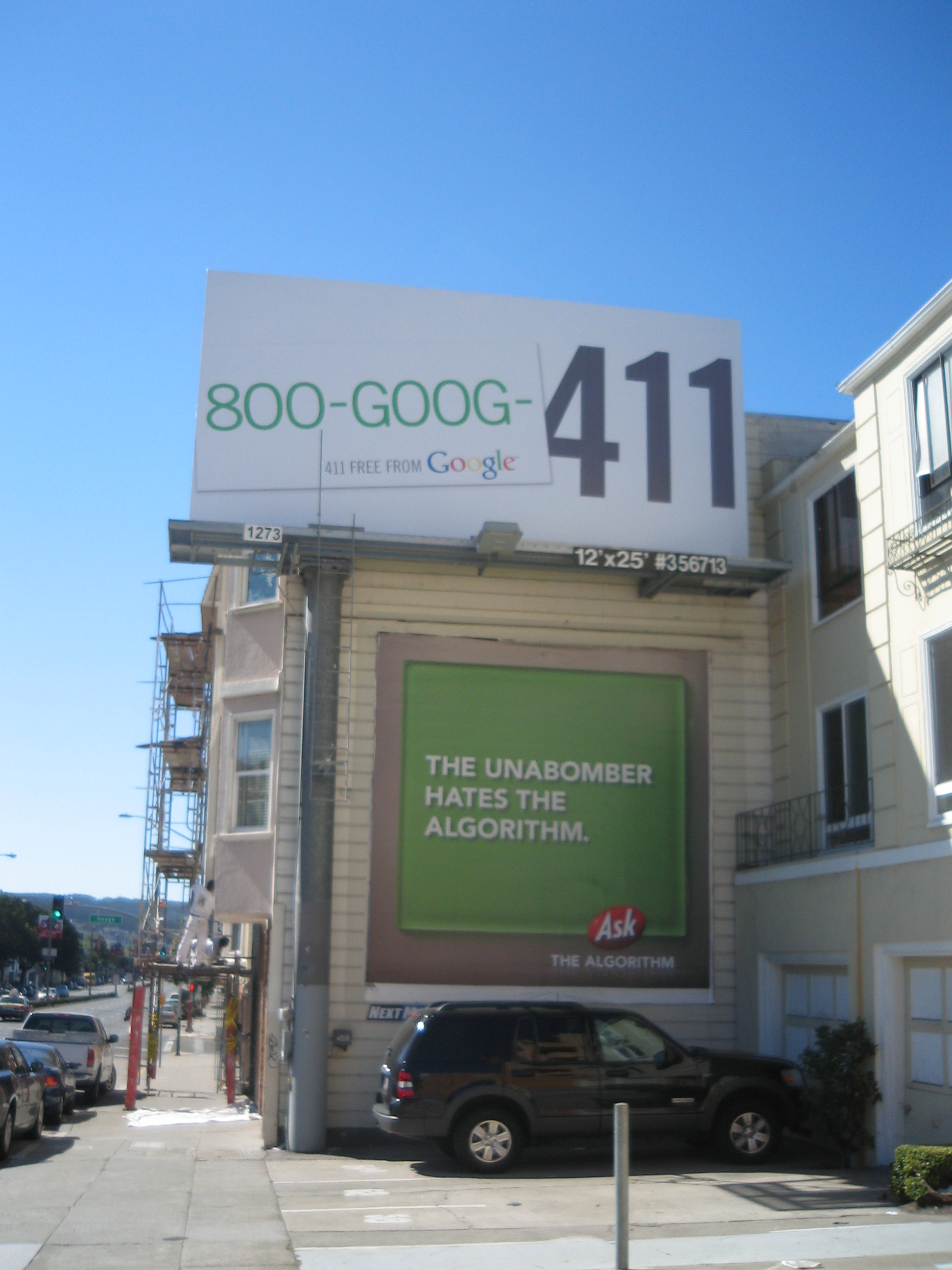
GOOG-411

GOOG-411 (hay còn có tên khác là Google Voice Local Search) là một dịch vụ điện thoại của Google cho phép người dùng có thể tìm kiếm các mặt hàng kinh doanh ở các thành phố thuộc Hoa Kỳ hoặc Canada bằng cách gọi một số điện thoại miễn phí. Được xuất sưởng Google Labs vào tháng 9 năm 2007, dịch vụ này sử dụng công nghệ nhận dạng giọng nói để kết nối người dùng đến các dịch vụ và mặt hàng họ cần. Người dùng có thể gọi 1-800-466-4411 để được ghi âm lại giúp làm tăng chất lượng, và sau đó sẽ được hỏi về thành phố và tiểu bang mà bạn cần. Người dùng có thể tìm kiếm thông tin qua tên hoặc qua loại, giúp tạo ra một danh sách các mặt hàng kinh doanh đúng với nội dung tìm.